# Ľudo Ondrejov
Ľudo Ondrejov, pseudonimo di Ľudovít Mistrík, (Slanje, 19 ottobre 1901 – Bratislava, 18 marzo 1962), è stato uno scrittore e poeta slovacco, nota anche con lo pseudonimo di Ľ. M. Ondrejovič.

## Biografia
Nacque nella famiglia slovacca di un falegname nella località croata di Slanje (oggi frazione di Martijanec, nella regione di Varaždin), ma passò comunque la maggior parte della sua infanzia in Slovacchia, nel paese di Kostiviarska (oggi frazione di Banská Bystrica). 

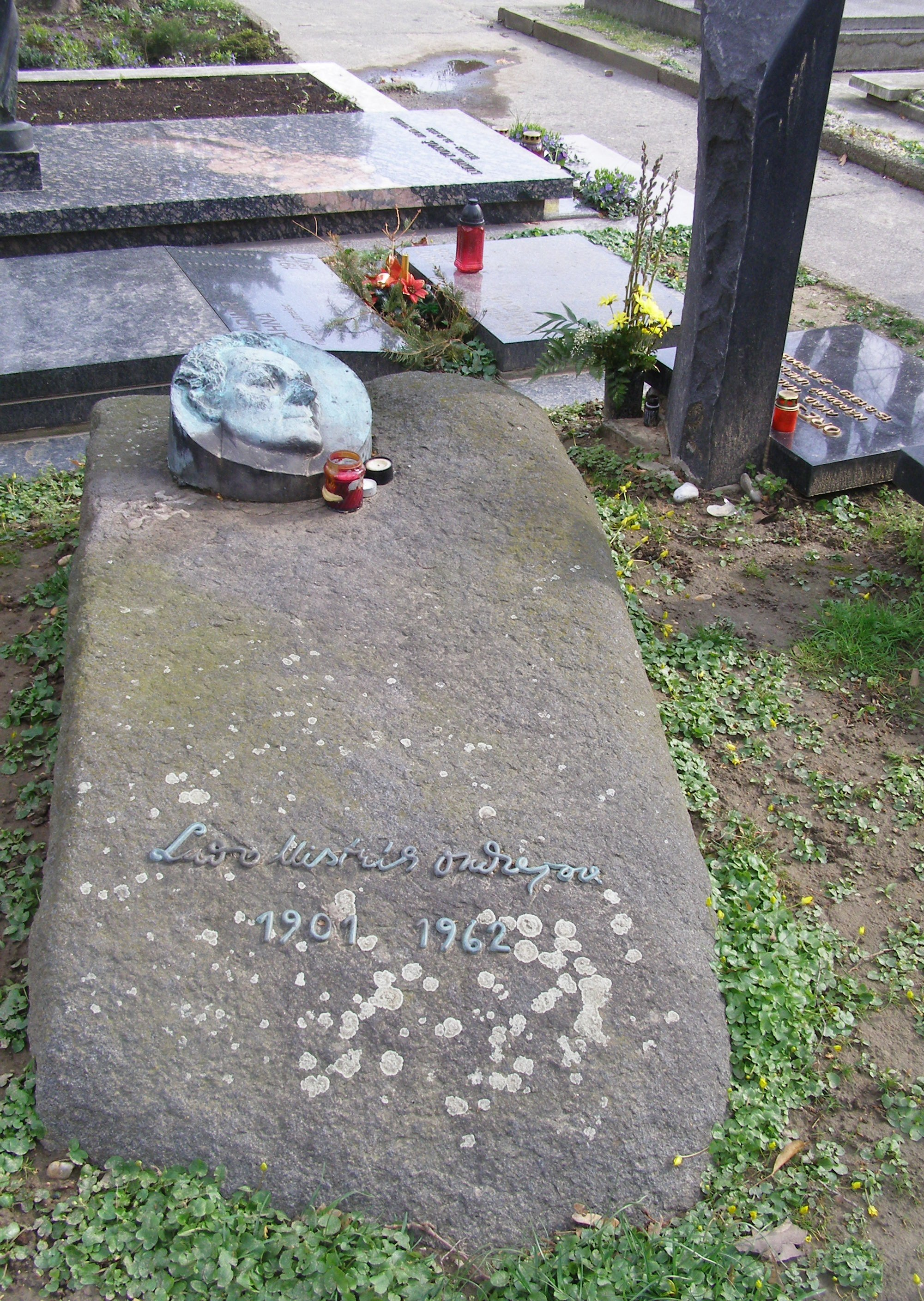
La tomba di Ľudo Ondrejov al cimitero di Slávičie údolie di Bratislava

Frequentò le scuole a Banská Bystrica. Inizialmente si impiegò come notaio, in seguito lavorò in officine di riparazione di automobili e come autista a chiamata. Fu anche impiegato della Matica slovenská a Martin. Nel 1938 si trasferì a Bratislava e divenne scrittore professionista. In questo periodo si rese responsabile dell'esproprio di un negozio di antiquariato che apparteneva ad una famiglia ebrea. Negli anni 1944-45 fu partigiano. Dopo la guerra divenne referente del Ministero dell'Informazione, dal 1947 fu redattore del giornale Partizán e in seguito fu amministratore della Casa dell'Unione degli scrittori slovacchi a Budmerice. Dal 1950 ebbe una pensione per invalidità totale. Morì nel 1962 a Bratislava e fu sepolto nel cimitero di Slávičie údolie.

## Attività
Le sue prime opere poetiche furono diffuse dai giornali Národné noviny, Proletárka e Slovenský učiteľ. Nel 1928 pubblicò una poesia anche sulla prestigiosa rivista letteraria Slovenské pohľady, che divenne il suo giornale preferito, sul quale uscì la maggior parte dei suoi componimenti poetici. Pubblicò il suo primo volume nel 1932. Scrisse poesia e prosa non solo per gli adulti, ma anche per ragazzi. 
La sua opera va annoverata fra le correnti del neosimbolismo e del naturalismo. 
La sua lirica è emotiva, affonda le basi negli ideali di umanità, libertà e uguaglianza, incarna il suo desiderio di viaggiare, ma esprime anche la semplicità dei suoi sogni. Scrive in prosa racconti di viaggio, che non sono opere documentaristiche, ma piuttosto finzioni dell'autore.

## Antisemitismo
Durante la Seconda guerra mondiale espropriò il negozio di antiquariato della famiglia Steiner a Bratislava. Inoltre, quando incominciarono le deportazioni degli ebrei, dichiarò, che nessun ebreo impiegato nella sua ditta era necessario e scrisse all'ufficio: 
«Dichiaro che presso la mia libreria non ho bisogno di questi ebrei: Max Steiner, Jozef Steiner, Žigmund Steiner e Viliam Steiner. La loro detenzione e deportazione non causerà alcun danno economico né al negozio né allo Stato slovacco, perché ho trovato un sostituto nella persona ariana del signor Viliam Fábry di Turč. Sv. Martin».
Queste persone morirono in un campo di concentramento.

## Opere

### Poesia
- 1932 – Martin Nociar Jakubovie, poesia
- 1932 – Bez návratu ("Senza ritorno"), raccolta di versi
- 1936 – Mámenie, raccolta di versi
- 1941 – Pijanské piesne
- 1956 – Básne

### Prosa per ragazzi
- 1932 – Rozprávky z hôr ("Favole dalle montagne")
- 1933 – Tátoš a človek ("Il destriero e la persona")
- 1935 – O zlatej jaskyni ("La grotta d'oro")
- 1936 – Africký zápisník ("Descrizione dell'Africa"), libro di viaggio
- 1936 – Horami Sumatry ("Sulle montagne di Sumatra"), libro di viaggio

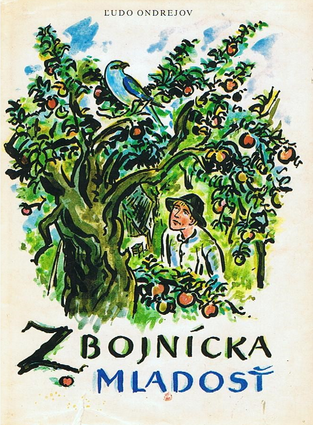

- 1937 – Zbojnícka mladosť ("Gioventù da brigante"), romanzo (1° della trilogia)
- 1939 – Jerguš Lapin, romanzo (2° della trilogia)
- 1940 – Príhody v divočine ("Eventi in natura"), libro di viaggio
- 1950 – Na zemi sú tvoje hviezdy ("Le tue stelle sono sulla terra"),  romanzo (3° della trilogia)
- 1952 / 1953 – Výšiny ("Altezze"), novella
- 1956 – Slnko vystúpilo nad hory ("Il sole sorgeva sopra le montagne"), brani della trilogia
- 1958 – Šibeničné pole ("Il campo di Sebenico"), novella
- 1963 – Keď pôjdeš horou ("Quando vai in montagna")